# Shiroi Tokyo
Singles de ZYX
Iku ZYX! Fly High
(2003)
 Shiroi Tokyo  (白いTOKYO) est le deuxième (et dernier) single du groupe temporaire ZYX, sorti le 10 décembre 2003 au Japon sur le label Piccolo Town, écrit et produit par Tsunku. Il atteint la 11e place du classement de l'Oricon, et reste classé pendant quatre semaines, se vendant à 13 969 copies durant cette période. Il sort aussi deux semaines plus tard au format "Single V" (DVD) contenant clip vidéo et "making of".
La chanson-titre ne figurera sur aucun album ou compilation. Elle sera parfois reprise en concert par diverses chanteuses du Hello! Project. Le titre en "face B" est une reprise de la chanson Tokonatsu Musume du groupe affilié Coconuts Musume sortie en single en 1999.

## Membres du groupe
- Mari Yaguchi (de Morning Musume)
- Momoko Tsugunaga (future Berryz Kobo)
- Saki Shimizu (future Berryz Kobo)
- Erika Umeda (future °C-ute)
- Maimi Yajima (future °C-ute)
- Megumi Murakami (future °C-ute)

## Liste des titres
Single CD
1. Shiroi Tokyo  (白いTOKYO?)
2. Tokonatsu Musume (ZYX Ver.)  (常夏娘...?)
3. Shiroi Tokyo (Instrumental)  (白いTOKYO...?)

Single V
1. Shiroi Tokyo  (白いTOKYO?) (clip vidéo)
2. Shiroi Tokyo (Close-up version)  (白いTOKYO...?) (clip vidéo)
3. Making Eizo  (メイキング映像?) (making of)